# Argopleura
Argopleura és un gènere de peixos de la família dels caràcids i de l'ordre dels caraciformes.

## Taxonomia
- Argopleura conventus (Eigenmann, 1913)[2]
- Argopleura diquensis (Eigenmann, 1913)[3]
- Argopleura chocoensis (Eigenmann, 1912)[2]
- Argopleura magdalenensis (Eigenmann, 1913)[4][5][6][7][8][9][10][11]